# Amazone (1916)
Amazone (SD4) – francuski okręt podwodny z czasów I wojny światowej i okresu międzywojennego, trzecia jednostka typu Armide. Pierwotnie została zamówiona w 1912 roku przez Grecką Marynarkę Wojenną, jednak została podczas budowy zarekwirowana przez rząd Francji. Okręt został zwodowany w sierpniu 1916 roku w stoczni Schneidera w Chalon-sur-Saône, a do służby w Marine nationale wszedł w czerwcu 1917 roku. W kwietniu 1928 roku nazwę okrętu zmieniono na „Amazone II”, a w lipcu 1932 roku został skreślony z listy floty.

## Dane taktyczno–techniczne
„Amazone” była średniej wielkości okrętem podwodnym o konstrukcji dwukadłubowej. Długość całkowita wynosiła 56,2 metra, szerokość 5,2 metra i zanurzenie 3 metry. Wyporność w położeniu nawodnym wynosiła 457 ton, a w zanurzeniu 670 ton. Okręt napędzany był na powierzchni przez dwa dwusuwowe silniki wysokoprężne Schneider-Carels o łącznej mocy 2200 koni mechanicznych (KM). Napęd podwodny zapewniały dwa silniki elektryczne Schneider o łącznej mocy 900 KM. Dwuśrubowy układ napędowy pozwalał osiągnąć prędkość 17,5 węzła na powierzchni i 11 węzłów w zanurzeniu. Zasięg wynosił 2600 Mm przy prędkości 11 węzłów (lub 900 Mm przy 13 węzłach) w położeniu nawodnym oraz 160 Mm przy prędkości 5 węzłów pod wodą.
Okręt wyposażony był w cztery wyrzutnie torped kalibru 450 mm: dwie dziobowe i dwie rufowe, z łącznym zapasem 6 torped. Uzbrojenie artyleryjskie stanowiło działo pokładowe kal. 75 mm L/35 M1897.
Załoga okrętu składała się z 31 oficerów, podoficerów i marynarzy.

## Projekt i budowa
Okręt zamówiony został w roku 1912 przez Grecką Marynarkę Wojenną. Jednostkę zaprojektował inż. Maxime Laubeuf. Okręt, który otrzymał tymczasową nazwę „X”, został 3 czerwca 1915 roku zarekwirowany przez rząd francuski.
„Amazone” zbudowana została w stoczni Schneidera w Chalon-sur-Saône. Stępkę okrętu położono w 1913 roku, został zwodowany w sierpniu 1916 roku, a do służby w Marine nationale przyjęto go w czerwcu 1917 roku. Nazwa nawiązywała do mitologicznych postaci – Amazonek. Jednostka otrzymała numer burtowy SD4.

## Służba
„Amazone” w 1917 roku pełniła służbę na Adriatyku. W 1918 roku okręt włączono w skład 3. Flotylli Okrętów Podwodnych z bazą w Mudros. 20 kwietnia 1928 roku dokonano zmiany nazwy jednostki na „Amazone II”, by zwolnić nazwę dla nowo budowanego okrętu. Jednostkę skreślono z listy floty w lipcu 1932 roku.